# Barbara Cubin

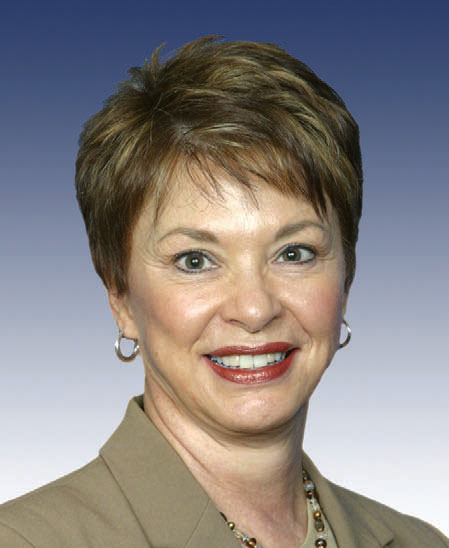
Barbara Cubin

Barbara Lynn Cubin (* 30. November 1946 in Salinas, Kalifornien) ist eine US-amerikanische Politikerin der Republikanischen Partei.

## Leben
Nach dem Besuch der Natrona County High School in Casper studierte Cubin an der Creighton University in Omaha, Nebraska. Dort machte sie 1969 ihren Abschluss, woraufhin sie unter anderem als Lehrerin und Sozialarbeiterin tätig war.
Von 1987 bis 1991 war sie Abgeordnete im Repräsentantenhaus von Wyoming; zwischen 1992 und 1994 gehörte sie dem Senat des Staates an. Von 1995 bis 2009 war Cubin  Abgeordnete im US-Repräsentantenhaus für den Bundesstaat Wyoming, wobei sie sich in der Primary der Republikaner gegen acht Konkurrenten durchsetzte. Bei der eigentlichen Wahl gewann sie mit einem Stimmenanteil von 53 Prozent gegen den Demokraten Bob Schuster. Sie ist die erste Frau überhaupt, die Wyoming im US-Kongress vertrat. Nach mehrfacher Wiederwahl trat sie bei der Wahl im Jahr 2008 nicht mehr an; ihre Nachfolge trat am 3. Januar 2009 Cynthia Lummis an.